# Димитър Младенов (духовник)
Димитър Младенов (на сръбски: Димитрије Младеновић или Dimitrije Mladenović) е македонски сърбоманин от XIX век, свещеник, иконом, митрополитски наместник в Куманово, водач на Кумановската сръбска община, активен деец на ранната Сръбска пропаганда в Македония. На 17 ноември 2009 година Младенов е обявен за най кумановец на XIX век.

## Биография
Димитър Младенов е роден в 1794 година в село Проевце, Кумановско, тогава в Османската империя. В 1818 година става свещеник, в 1830 година - протойерей и по-късно в 1833 година - иконом, архиерейски наместник на скопския митрополит в Куманово. След Гюлханския хатишериф от 1839 година иконом Димитър става член на меджлиса в Куманово. Известен е като Стария иконом. В 1855 година у кумановското гражданство се поражда негодование срещу иконом Димитър и той е свален от длъжността митрополитски наместник, но след по-малко от година е възстановен на длъжността. В 1860 година иконом Димитър и Денко Кръстев са призовани в Скопие от великия везир Мехмед Кибризли да ги беси, но успяват да се освободят. В 1871 година иконом Димитър е призован при валията в Призрен по обвинение в неморален живот и е интерниран. След махзар, подписан от повечето видни градски и селски кумановски първенци, е освободен.
При появата на движението за независима българска църква иконом Димитър поддържа гръцкия патриаршески владика и застава начело на Кумановската сръбска община.
Иконом Димитър умира в 1880 година.